# Liste der Gouverneure der deutschen Kolonie Kamerun
Kamerun war von 1884 bis zum Ersten Weltkrieg eine deutsche Kolonie. Die Leitung der Verwaltung lag bei einem Gouverneur und war, im Gegensatz zu den Kolonien Deutsch-Ostafrika und Deutsch-Südwestafrika, stets in den Händen von Zivilbeamten. Erster Leiter der Zentralverwaltung vor Ort war der interimistische Kaiserliche Kommissar Max Buchner vom 14. Juli 1884 bis 17. Mai 1885.

## Gouverneure
| Kolonie Kamerun (1884–1919) | Kolonie Kamerun (1884–1919) | Kolonie Kamerun (1884–1919) | Kolonie Kamerun (1884–1919)         | Kolonie Kamerun (1884–1919) |
| Foto                        | Name                        | Lebensdaten                 | Amtszeit                            |                             |
| --------------------------- | --------------------------- | --------------------------- | ----------------------------------- | --------------------------- |
|                             | Julius Freiherr von Soden   | 1846–1921                   | 26. Mai 1885 bis 14. Februar 1891   |                             |
|                             | Eugen von Zimmerer          | 1843–1918                   | 15. April 1891 bis 13. August 1895  |                             |
|                             | Jesko von Puttkamer         | 1855–1917                   | 13. August 1895 bis 9. Mai 1907     |                             |
|                             | Theodor Seitz               | 1863–1949                   | 9. Mai 1907 bis 27. August 1910     |                             |
|                             | Otto Gleim                  | 1866–1929                   | 28. August 1910 bis 29. Januar 1912 |                             |
|                             | Karl Ebermaier              | 1862–1943                   | 29. Januar 1912 bis 1916/19         |                             |

Karl Ebermaier trat während des Ersten Weltkrieges im Februar 1916 mit dem größten Teil der Schutztruppe auf neutrales spanisches Gebiet (Rio Muni) über und führte in Madrid bis 1919 eine Interniertenverwaltung.
In den Planungen der nationalsozialistischen Kolonialpolitik war Bernhard Ruberg als Gouverneur Kameruns vorgesehen. Der Verlauf des Zweiten Weltkriegs verhinderte jedoch seinen Amtsantritt.